# Oman (priimek)
Oman je priimek več znanih Slovencev:
- Alessandro (Aleksander) Oman (*1956), gozdar, narodni delavec v Kanalski dolini, župan Naborjeta
- Anica Oman, športnica (igralka hazene)
- Anja Oman (*1992), smučarka
- Bernarda Oman (*1959), igralka
- Bojan Oman, policist
- Franc Oman (1920—1987), tekstilni gospodarstvenik
- Ivan Oman (1929—2019), kmet, publicist in politik
- Irena Oman (*1967), medicinska sestra, političarka in poslanka
- Janez Oman (1947—2011), strojnik, univ. profesor
- Jernej Antolin Oman (*1991), pesnik in pisatelj
- John Jerome (Janez) Oman (1879—1966), duhovnik, častni kanonik lj.škofije (v ZDA)
- Marko Oman (*1969), kegljavec; veterinar=?
- Matevž Oman, slavist, domoznanec, častni meščan Kranja
- Matevž Oman (*1987), kolesar

- Miro Oman (1936—2012), smučarski skakalec, arhitekt, maketar
- Nada Oman (1931—2019), pianistka, klavirska pedagoginja
- Nicholas Oman (*1942), poslovnež in diplomat, obsojeni pedofil
- Pavel Oman (1931—2018), jazz- in narodnozabavni glasbenik, basist (= alpinist?)
- Rok Oman (*1970), arhitekt
- Srečko Oman (1922—2015), fizikalni kemik
- Tina Oman (*1973), lutkarica
- Tine Oman (*1947), igralec
- Valentin Oman (*1935), zamejski (avstrijski) slikar in grafik, dopisni član SAZU
- Žiga Oman (*1978), zgodovinar, arhivist